# Castillo de San Sebastián (Vigo)
El Castillo de San Sebastián es una fortaleza del siglo XVII situada en la ciudad de Vigo.

## Historia

### Época moderna
El castillo se levantó al mismo tiempo que la villa se comenzaba a amurallar en 1656 durante el reinado en España de Felipe IV con el objetivo de proteger a Vigo de los ataques de ingleses y portugueses. Cuando Portugal entró en guerra por la independencia de España, Galicia pasó de pueblo hermano a enemigo.
En el lugar en donde se levanta el castillo había una ermita dedicada a San Sebastián, y la nueva muralla cerraría hasta dicha capilla, donde además se levantaría un fuerte. Desde el castillo el muro iba hasta la Puerta del Sol, bajando por la calle Carral hasta el muelle de A Laxe, siguiendo por Beiramar hasta el Berbés y subiendo de nuevo por la Calle Real hasta la ermita. Juan de Villarroel y Prado fue quien proyectó los trabajos tanto del castillo de San Sebastián como de la Fortaleza del Castro, situada a unos cientos de metros monte arriba. En 1665 Portugal sitió la villa durante seis días; fue cuando los ingenieros militares Carlos y Fernando de Grunemberg unieron las dos fortificaciones con un muro, que en 1667 estaría acabado.
Aunque tanto los castillos como la muralla se construyeron muy deprisa y con pocos medios. La muralla no tenía foso y los muros no eran consistentes, ni revellínes.
En 1719 los ingleses invaden Vigo y el castillo quedó en ruinas pasando a utilizarse como espacio para el ganado, defendiéndose luego la villa desde la Fortaleza del Castro. habiéndose encontrado pasadizos y túneles que unían las dos edificaciones defensivas entre sí y la ciudad.

### Época contemporánea

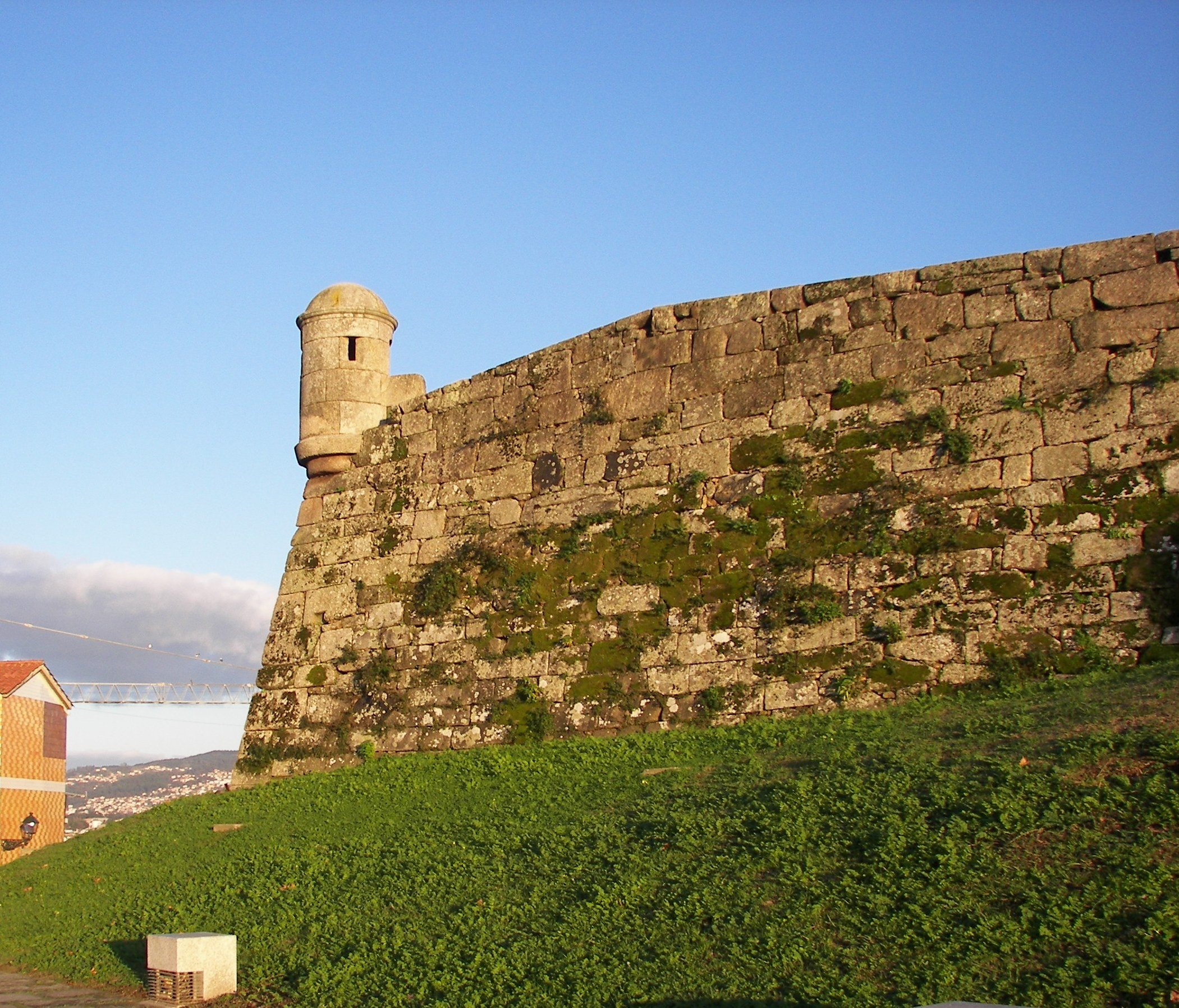
Bastión con la garita.

Ya en el siglo XIX sirvió de hospital y sufre algunas modificaciones para acoger este uso.
En los años 20 del siglo XX, el de aquellas alcalde Mauro Alonso Giménez-Cuenca considera la recuperación de los dos castillos. El de San Sebastián siguió como cuartel militar hasta 1964, cuando pasa a ser propiedad del Ayuntamiento de Vigo, gracias a los regidores Alberto Varela Grandal y después José Ramón Fontán.
En el año 1970 el alcalde Antonio Ramilo Fernández-Areal, por intereses especulativos, decide construir la nueva casa consistorial de la ciudad, hasta entonces situada en un edificio de la Plaza de la Constitución, para lo que se derrumbaron algunas partes del muro del castillo. La nueva casa consistorial fue inaugurada por los Reyes de España en 1976 siendo alcalde Joaquín García Picher. En 1983 se consideró la demolición de la parte del castillo aún en pie, así como del Puente de Castrelos, finalmente, estos planes no llegaron a ejecutarse. En la década de 1990 se remodeló la plaza del Rey que aún degradó más el entorno del castillo.